# 丰格南
丰格南（法語：Fontguenand，法語發音：[fɔ̃ɡənɑ̃]）是法国安德尔省的一个市镇，位于该省北部，属于沙托鲁区。

## 地理
丰格南（47°13'5"N, 1°32'16"E）面积18.24 平方千米，位于法国中央-卢瓦尔河谷大区安德尔省，该省份为法国中部省份，北起卢瓦-谢尔省，西北接安德尔-卢瓦尔省，西南接维埃纳省，南至克勒兹省和上维埃纳省，东临谢尔省。
与丰格南接壤的市镇（或旧市镇、城区）包括：利村、瓦朗赛、瓦勒富宗、拉韦尔内勒、默讷、维朗特鲁瓦-贝里地区法沃罗勒。

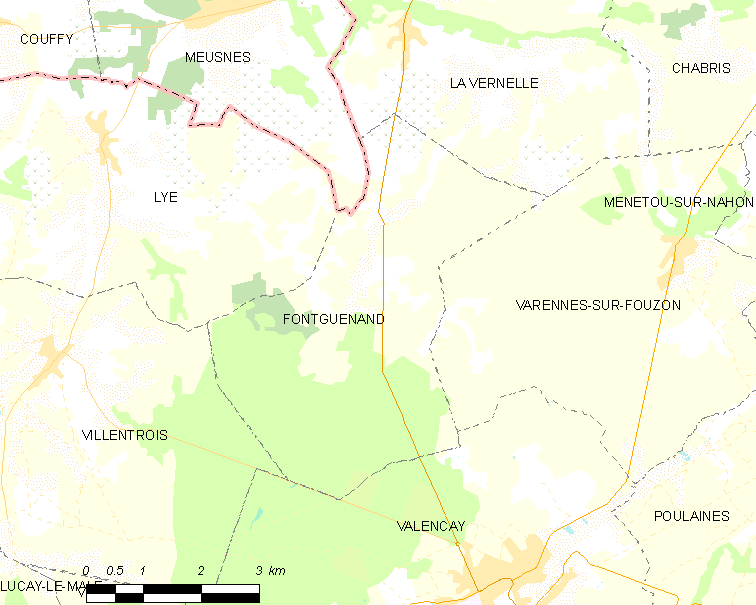
丰格南的OSM定位图

丰格南的时区为UTC+01:00、UTC+02:00（夏令时）。

## 行政
丰格南的邮政编码为36600，INSEE市镇编码为36077。

## 政治
丰格南所属的省级选区为瓦朗赛县。

## 人口

1962-2008年间丰格南人口变化图示

丰格南于2022年1月1日时的人口数量为252人。